# Alix Pasquet
Alix Pasquet, né le 14 novembre 1919 à Haïti et mort le 29 juillet 1958 à Port-au-Prince, est un aviateur de chasse durant la Seconde Guerre mondiale, comptant parmi les cinq Haïtiens intégrés aux rangs des Tuskegee Airmen.
Il s'illustre également dans le domaine du football et s'engage activement dans la sphère politique. Il meurt en tentant de renverser le président haïtien François Duvalier en 1958.

## Biographie

### Pilote de chasse
En 1942, le président haïtien Élie Lescot met en place un programme de corps d'aviation et choisit 3 hommes sur 42 membres du corps pour recevoir une formation de pilote à Tuskegee, en Alabama. Alix Pasquet, diplômé en droit de l'École Militaire d'Haïti et officier dans l'armée haïtienne, est l'un des trois officiers choisis.
Le gouvernement américain a besoin des Haïtiens pour organiser une patrouille dans la mer des Caraïbes pendant la Seconde Guerre mondiale et donne six avions au gouvernement haïtien. Ces avions peuvent transporter des bombes et être utilisés pour attaquer les sous-marins allemands dans cette zone. En février 1943, Alix Pasquet, ainsi que Raymond Cassagnol et Philippe Célestin, quittent Port-au-Prince pour l'Alabama afin de commencer leur entraînement à la célèbre école de pilotage de Tuskegee,. Les Tuskegee Airmen sont réputés pour leur record inégalé de plus de 200 missions de combat avec peu de pertes,. L'entraînement de Pasquet dure sept mois et est extrêmement rigoureux. Il est formé par Jimmy Plinton Jr, réputé pour être l'un des meilleurs formateurs du programme de l'armée de l'air de Tuskegee.
L'Afro-American Newspaper, l'un des journaux noirs les plus largement diffusés à l'époque, publie un article sur Pasquet, Cassagnol et Célestin en avril 1943, et le trio est remarqué pour son aptitude à la langue anglaise,. Par ailleurs, Pasquet et ses compatriotes étant originaires d'Haïti, ils méconnaissent la ségrégation raciale et le racisme omniprésents dans le Sud des États-Unis à cette époque et se voient contraints de prendre les transports réservés aux Noirs ou de s'asseoir à l'arrière à bord des trains. En conséquence, ils sortent rarement du camp. Pasquet contracte une mauvaise grippe et perd un mois de sa formation, mais il est finalement diplômé en août 1943 en tant que membre de la classe 43G.

### Révolutionnaire politique
Après la fin de la Seconde Guerre mondiale, Alix Pasquet retourne en Haïti, mais il est exilé en 1957 pour avoir soutenu Louis Déjoie lors de la guerre civile de mai 1957. Depuis sa résidence forcée à Miami, Pasquet prend la tête d'un mouvement politique visant à restaurer la stabilité dans son pays natal et à renverser l'actuel dirigeant, François Duvalier.
En 1958, il retourne en Haïti, avec Henri Perpignan et Philippe Dominique et cinq Américains, Arthur Payne, Dany Jones, Levant Kersten, Robert F. Hickey et Joe D. Walker, avec l'intention de prendre le contrôle des casernes de la capitale et de s'emparer du dépôt de munitions qui s'y trouve,. [Il entre par la porte de la caserne en convainquant la sentinelle qu'il est un officier délivrant des prisonniers, puis prend rapidement le contrôle de la caserne. Cependant, le complot est déjoué lorsqu'un complice, Henri Perpignan, envoie un prisonnier se procurer des cigarettes haïtiennes, qui révèle alors au gouvernement en place des détails cruciaux sur la position de Pasquet.
Alix Pasquet est tué lors de la tentative de coup d'État et enterré à Port-au-Prince.

## Vie privée
Alix Pasquet épouse Denise Etheart et ils ont trois fils : Gilbert, Alix Jr et Bernard. En 1973, son fils Alix épouse Michèle Bennett, qui a ensuite épousé le fils de Jean-Claude « Baby Doc » Duvalier, fils de François Duvalier.